# Стелина
Стелина (рос. потолочина, англ. ceiling, roof coal; нім. Hangendkohle f, Schwebe f, Firstschicht f, Firste f) — 
1. Товща корисної копалини, яку залишають над гірничою виробкою (вибоєм). Стелина залишається в покрівлі лави (або іншої експлуатаційної виробки) для запобігання негативним наслідкам виїмки, для збільшення стійкості порід покрівлі й запобігання їх обрушень в період відбійки і випуску корисної копалини. Розрізняють горизонтальну і похилу С. Товщина С. (звичайно 5-10 см, іноді більше) залежить від товщини покладу, розмірів очисної виробки, а також від стійкості корисної копалини і вмісних порід. В давнину при розробці потужних пластів вугілля залишали С. значної товщини (0,5 — 1 м), яка виконувала функцію несучої конструкції. В соляних шахтах С. залишається одним із типів кріплення експлуатаційних камер.
2. Стельова балка, дошка або (рідко) окрема дошка підлоги, паркету.